# Daphnusa splendens
Daphnusa splendens är en fjärilsart som beskrevs av Gehlen. 1928. Daphnusa splendens ingår i släktet Daphnusa och familjen svärmare. Inga underarter finns listade i Catalogue of Life.